# 魔葉名病山
魔葉名病山（泰雅語： 或 ，意為「熊之山」）是位於台灣宜蘭縣大同鄉的南山村與四季村交界處的一座山峰，高2,976公尺，屬於中央山脈。附近有多加神山、塚呂馬布山、發徒山、拔托諾府山、巴都服山、南湖北山、審馬陣山等。
中央山脈在該地區的主稜線位於發徒山－拔托諾府山－巴都服山－南湖北山一線，魔葉名病山並不在主稜線上，而是在由標高3,165公尺的拔托諾府山向西北延伸出去的一條支稜線上。該稜線在魔葉名病山又分岔為向東北轉北的一條稜線到達塚呂馬布山，以及向西轉西北的一條稜線到達多加神山。
魔葉名病山全境位於蘭陽溪流域內，其東北側為蘭陽溪支流四重溪流域，西北側為蘭陽溪支流實谷富溪流域，南側為蘭陽溪支流二級支流月桂溪流域。